# ديجيتوكسين
ديجيتوكسين (بالإنجليزية: Digitoxin)‏ هو دواء يُستعمل في علاج:
- رجفان أذيني[8]
- فشل القلب الاحتقاني[8]
- تسرع القلب فوق البطيني[8]

## دوره
يلعب هذا الدواء دورًا في علاج الأمراض كونه:
- مثبط إنزيم
- مضاد اضطراب النظم